# Ки (монастырь)
Монастырь Ки (тиб. དཀྱིལ་དགོན་, вайли: dkyil dgon) — тибетско-буддистский монастырь (гомпа) школы гелугпа. Расположен в высокогорном регионе Спити, округ Лахул и Спити, штат Химачал-Прадеш, Индия.

## История
Монастырь был основан буддистским учителем Дромтонпа (1005—1064) в середине XI века. В XVII веке монастырь был захвачен монголами и стал гелугпа. В 1830 году он был разграблен во время войн между Ладакхом и Куллу. В 1841 году он был серьёзно повреждён армией догра под командованием Гулам-хана и Рахим-хана, а позднее в том же году на него напали сикхи. Во второй половине 1840-х годов монастырь сильно пострадал от пожара. Согласно данным 1855 года в нём жили 100 монахов. В 1975 году сильно пострадал от землетрясения. В его восстановлении значительную помощь оказало Археологическое управление Индии и Государственный департамент общественных работ. В 2000 году, с 1 по 15 августа, было проведено Празднование тысячелетия монастыря. В рамках мероприятия Четырнадцатым Далай-ламой был торжественно открыт новый молитвенный зал. В настоящее время в монастыре также размещается «Мемориальное общество престарелых и инвалидов Качен Дугьяла», которое предоставляет жильё пожилым людям и инвалидам. По данным 2012 года в монастыре проживали около 300 лам.
В связи с тем, что за тысячу лет своего существования Ки часто подвергался всевозможным нападениям, здание имеет вид оборонительного форта, а не монастыря.

## Описание
Ки — старейший и крупнейший монастырь региона. Посвящён 24-й реинкарнации лоцавы (переводчика и наставника) Ринчен Санпо. Расположен на вершине холма на высоте 4166 метров над уровнем моря близ реки Спити. Ближайший крупный город — Манали, до которого 210 км по дороге, ежедневно ходят автобусы.
Стены монастыря покрыты картинами, фресками и танка, являющимися примером монастырской архитектуры XIV века, которая развилась в результате китайского влияния.
В самом монастыре хранится коллекция древних фресок и книг, в том числе изображений Будды.
Состоит из трёх этажей, первый — в основном подземный и используется как склад. Особо выделяется одна комната, называемая Данджур, богато расписанная фресками. На втором этаже находится красиво оформленный зал и кельи большинства монахов. В монастыре низкие комнаты и узкие коридоры. Тускло освещённые проходы, сложные лестницы и маленькие двери ведут в молитвенные комнаты, которые сами по себе не соответствуют единому дизайну.

## Галерея

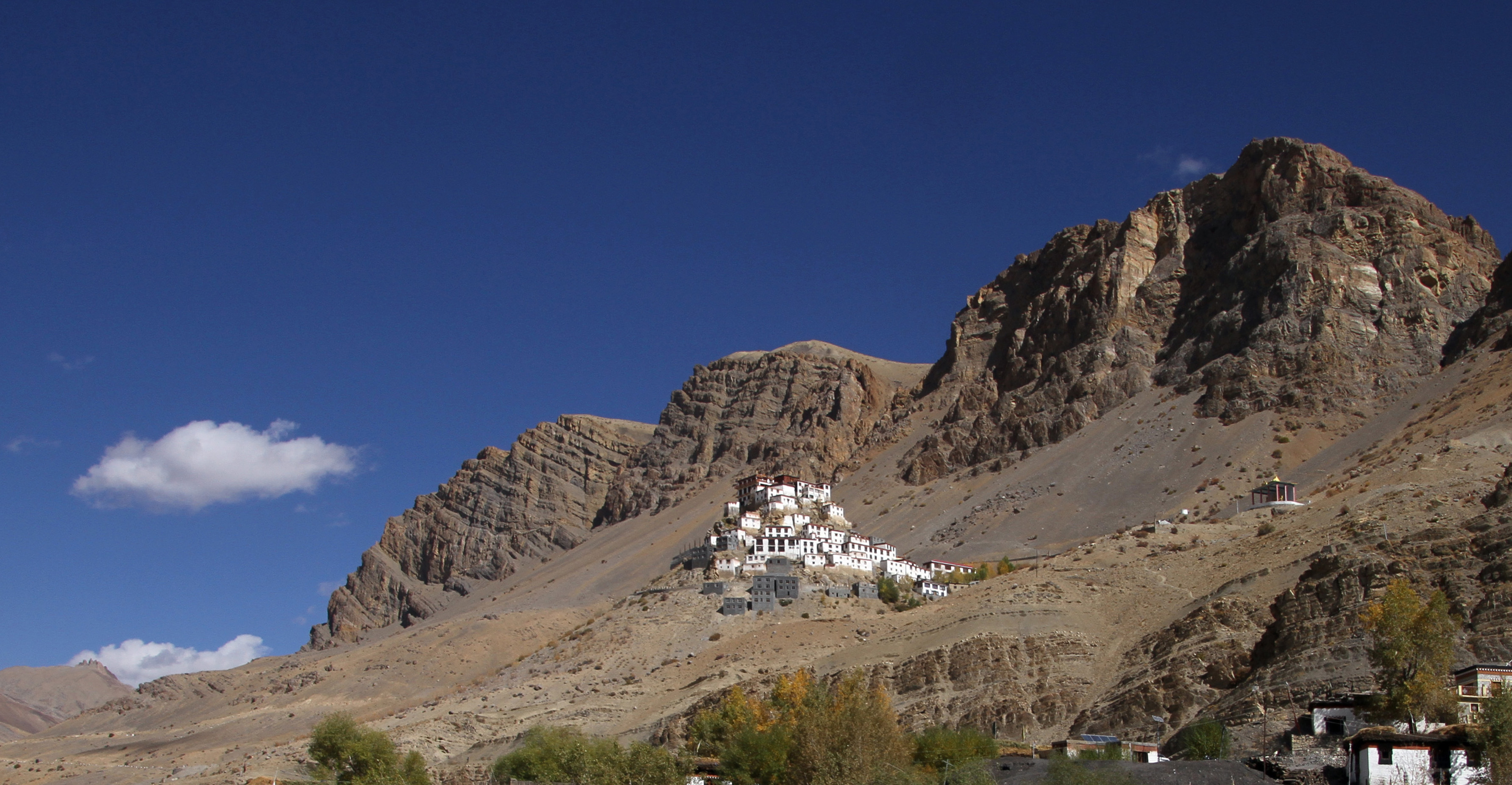
Вид издалека
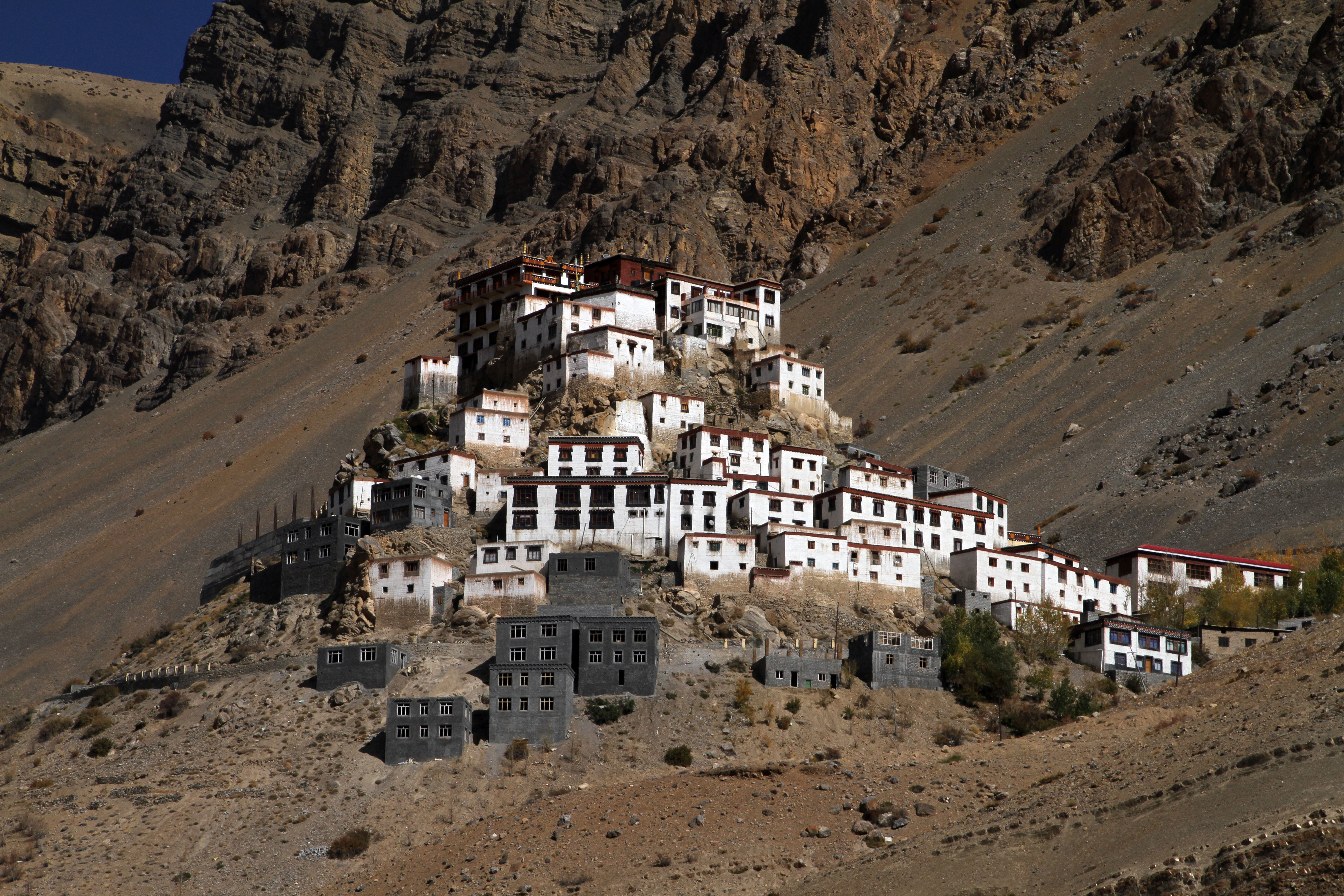
Вид вблизи
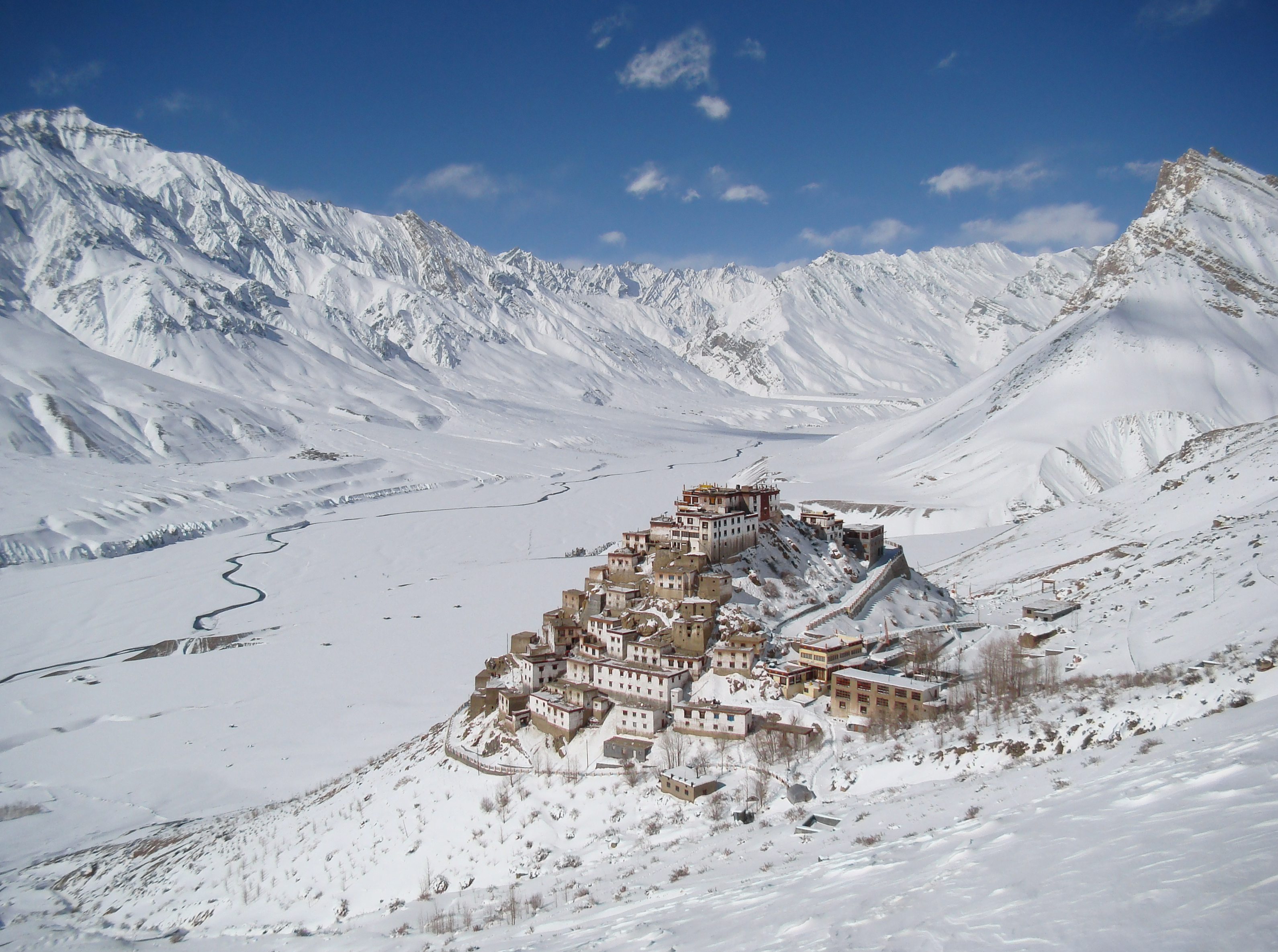
Зимой
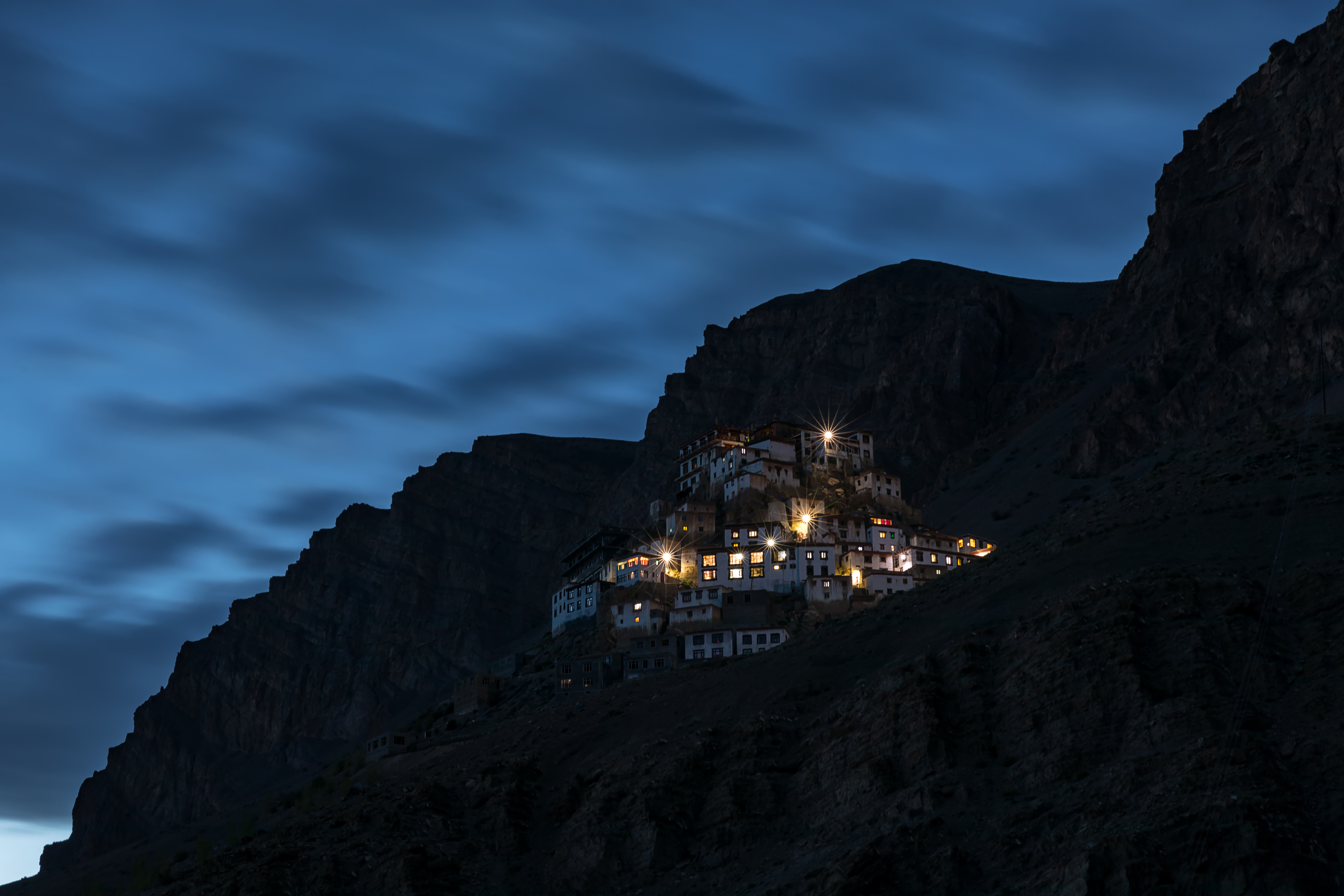
В сумерках
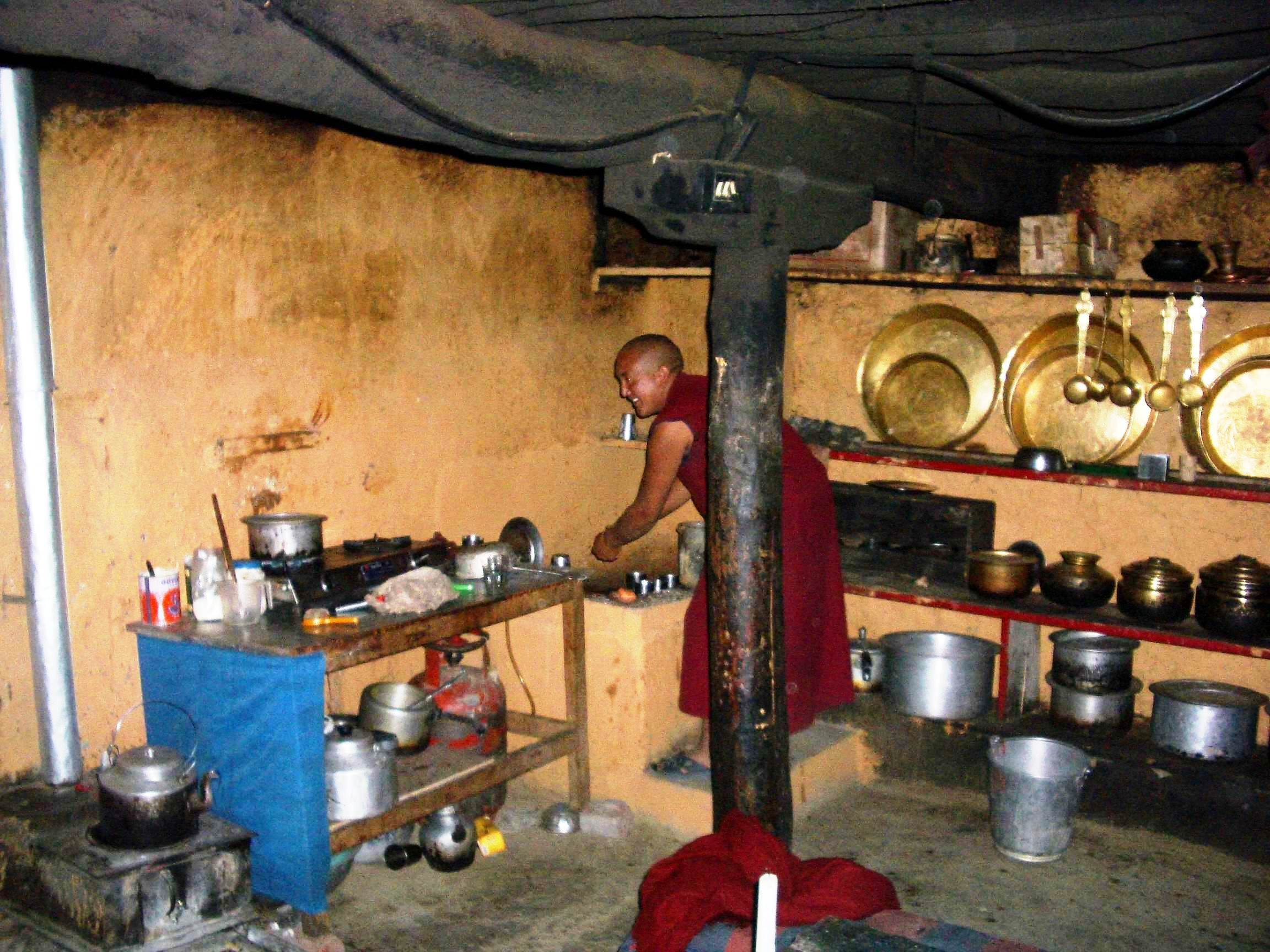
Кухня монастыря
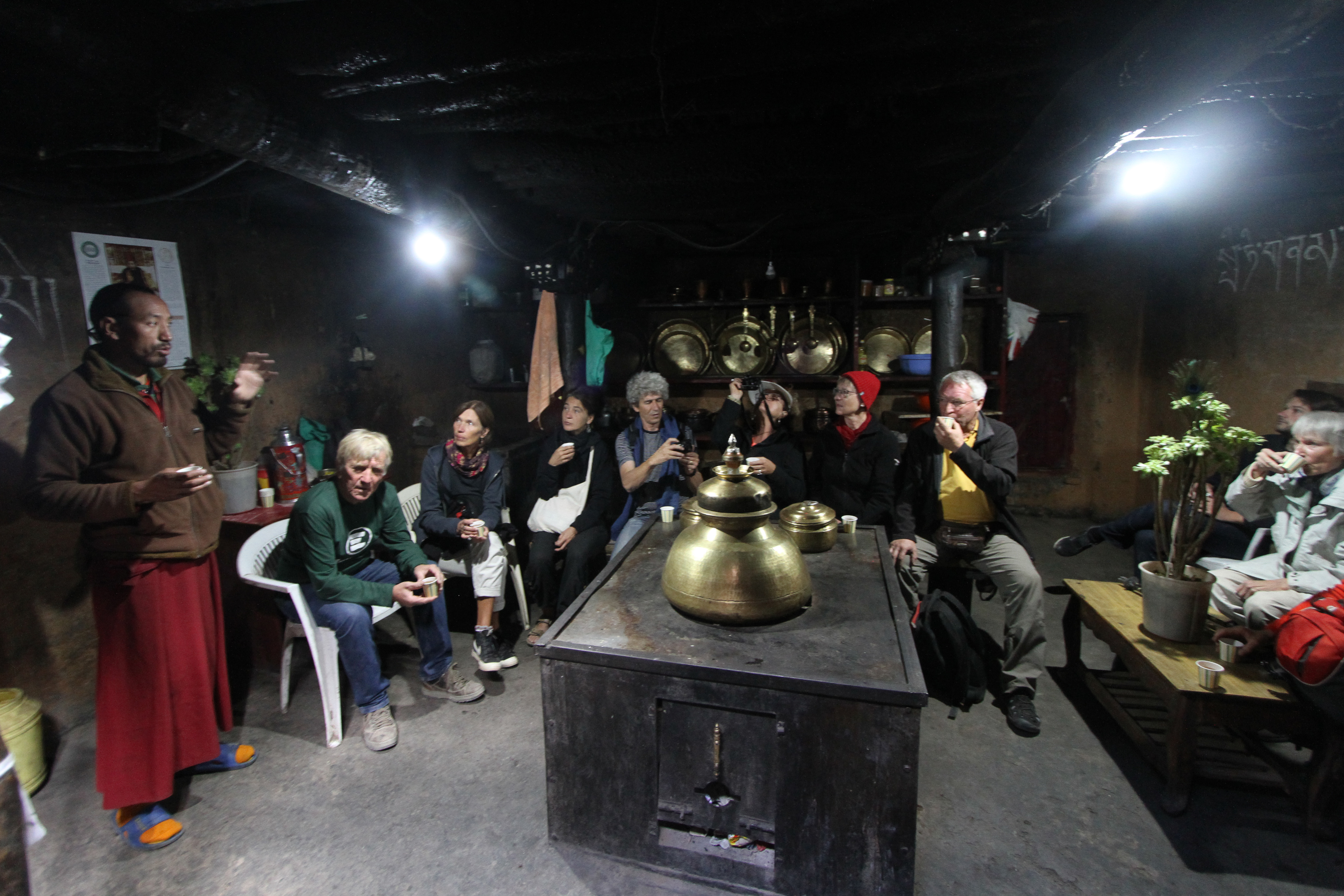
Туристы
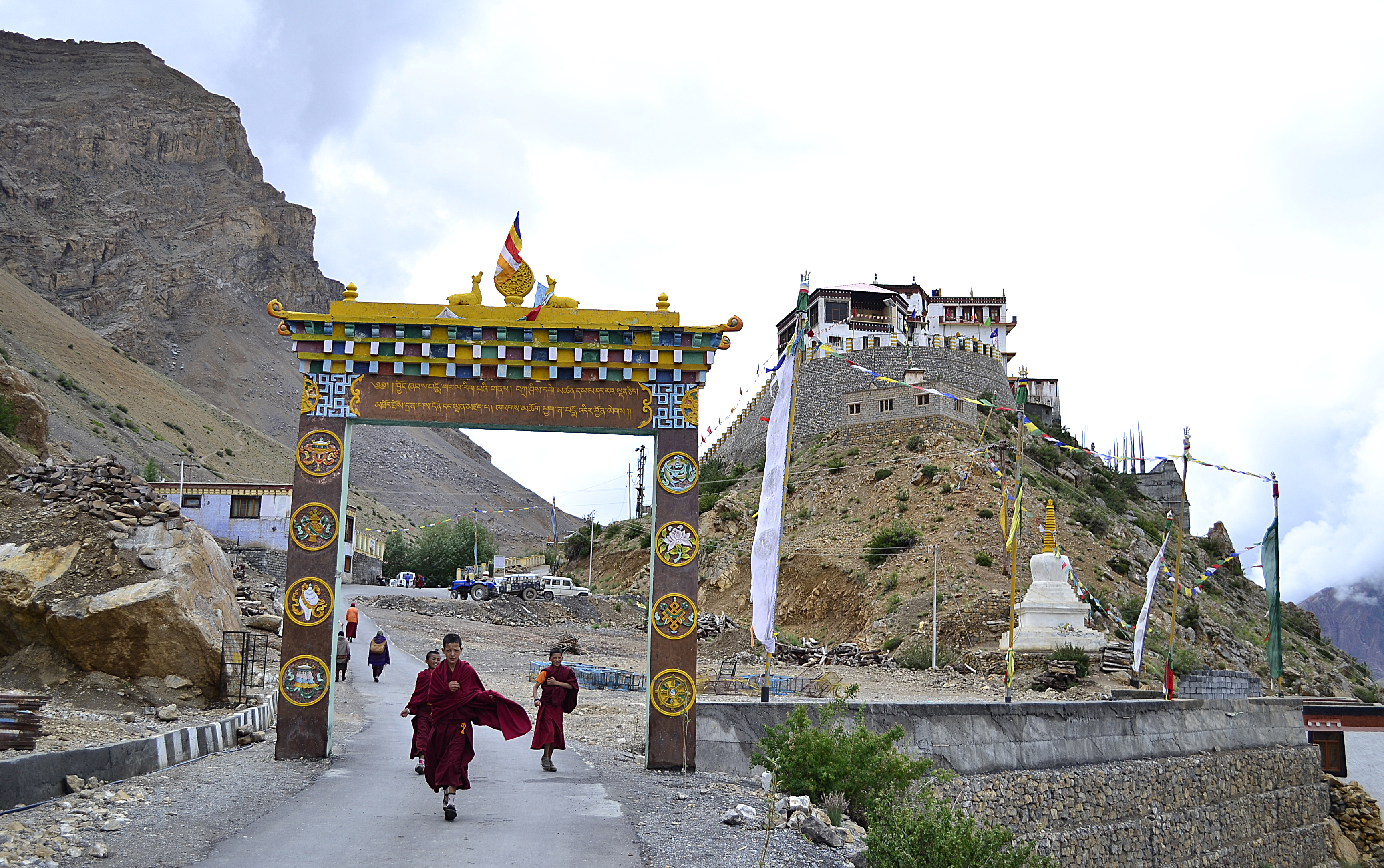
Вход
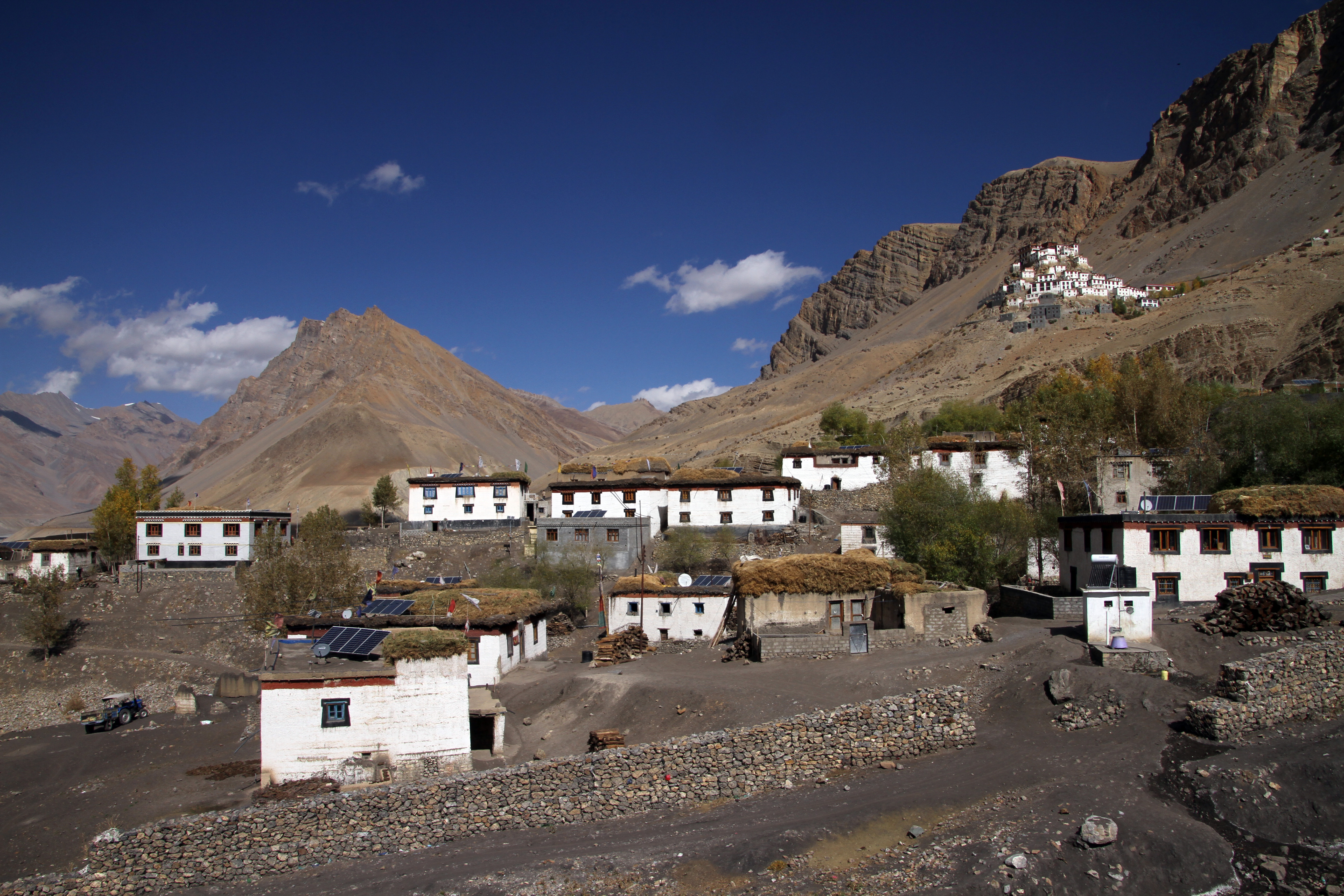
Деревня при монастыре
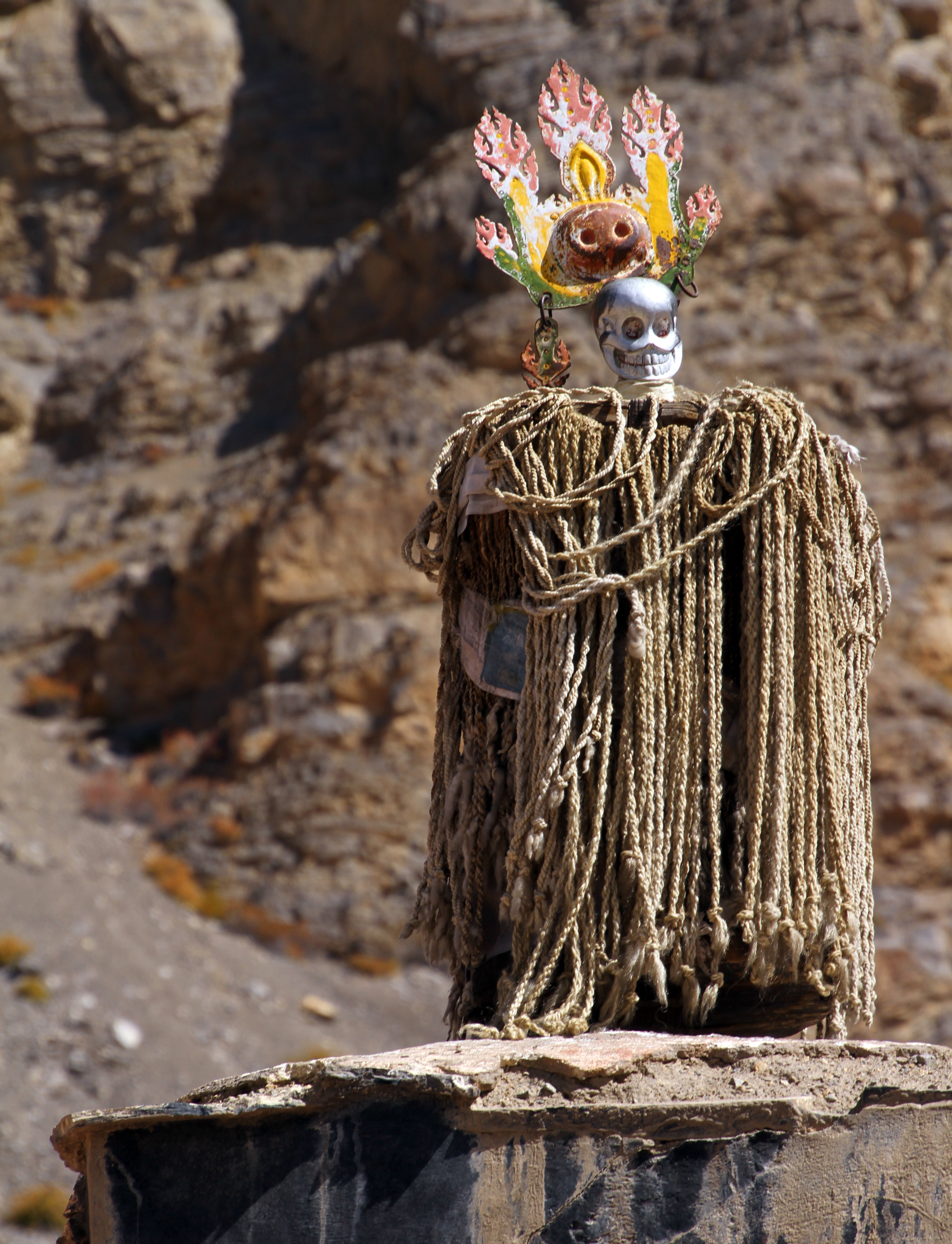
Обрядовое место
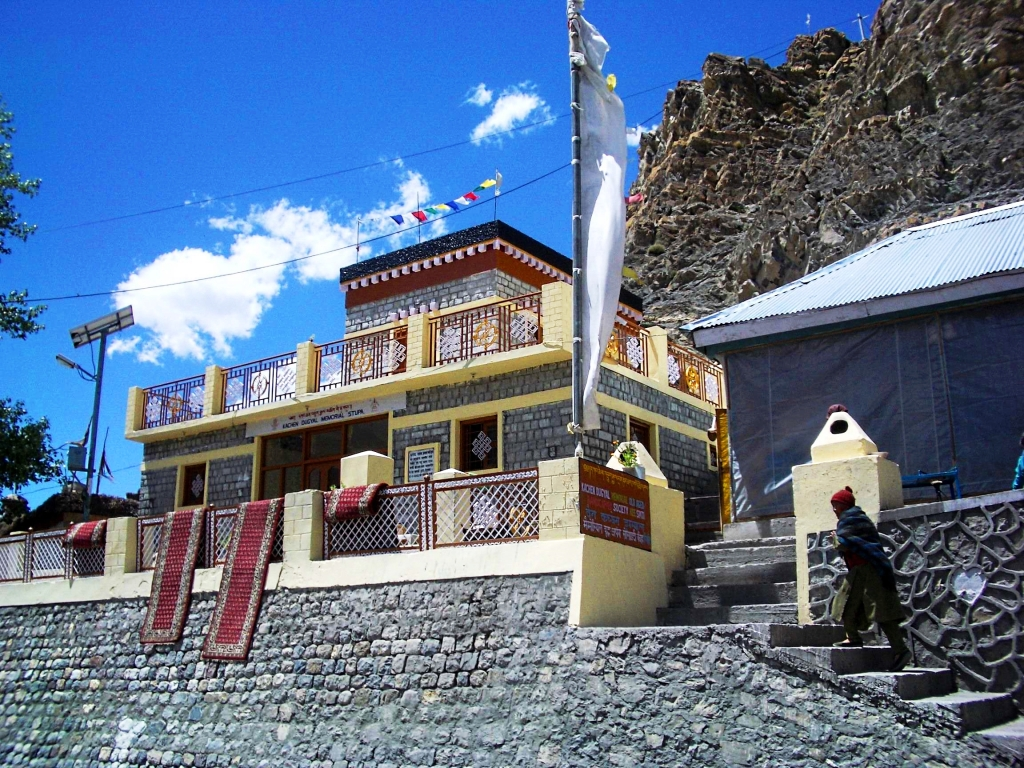
«Мемориальное общество престарелых и инвалидов Качен Дугьяла»
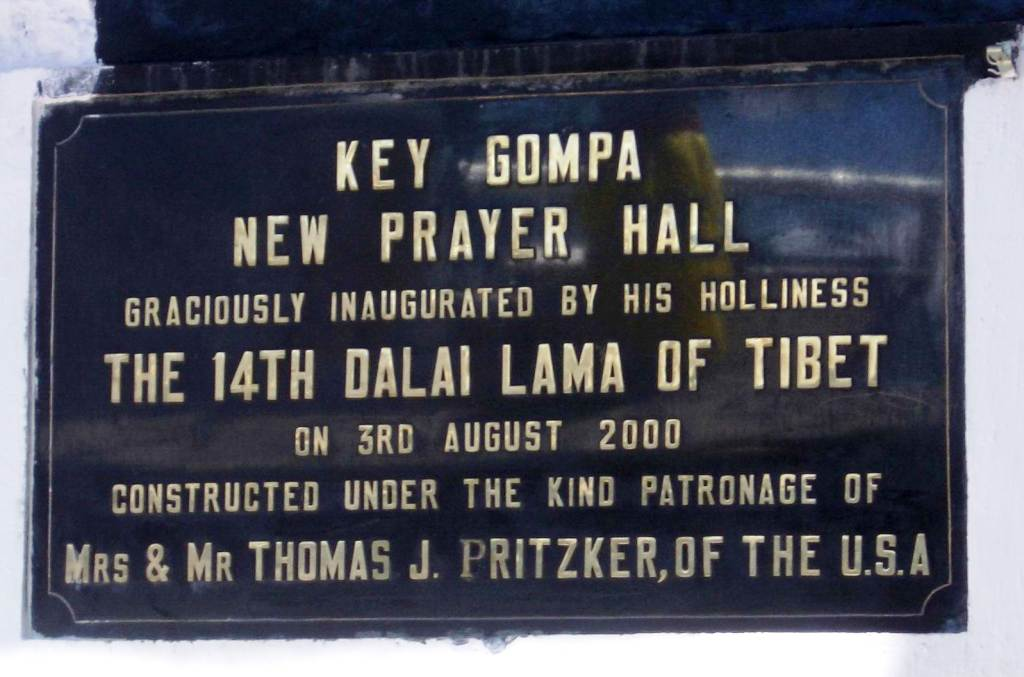
3 августа 2000 года в монастыре Четырнадцатым Далай-ламой был торжественно открыт новый молитвенный зал